# Coleophora unipunctella
Coleophora unipunctella é uma espécie de mariposa do gênero Coleophora pertencente à família Coleophoridae.